# Stadttheater
Stadttheater sind heute zumeist Theater der öffentlichen Hand.  Im Unterschied zum Landestheater oder Staatstheater wird ein Stadttheater nicht vom jeweiligen Staat, sondern von der Stadt finanziert, in der es sich befindet. Die Stadttheater sind aus den Hoftheatern des späteren 18. oder 19. Jahrhunderts, zum Teil auch aus von wohlhabenden Bürgern einer Stadt gemeinschaftlich finanzierten Privattheatern hervorgegangen, die sich bereits im 19. Jahrhundert Stadttheater nannten.

## Institution
In der Regel ist ein Stadttheater nicht lediglich eine Theaterspielstätte, sondern eine kulturelle Institution, in der ein Repertoirebetrieb möglich ist; mit fest angestelltem Personal und einem künstlerischen Ensemble. So wird auch vom teuren, aber einzigartigen System der deutschsprachigen Stadttheater gesprochen. Jürgen Flimm meinte als scheidender Präsident des Deutschen Bühnenvereins im Jahr 2003, das „System des Stadttheaters“ sei in Gefahr.
Oft wird „Stadttheater“ auch als Gegenbegriff zu anderen Formen der darstellenden Kunst gebraucht. Früher als Gegenpol zu Zirkus, Schaubude und Singspielhalle, heute als Gegengewicht zum privatwirtschaftlichen Theater (wie z. B. Musicaltheater), zum Theaterfestival, zur so genannten „freien Theaterszene“ (Freies Theater) und weiteren Formen der Eventkultur.

## Geschichte
Das älteste deutsche Stadttheater befindet sich in Ulm. Das Theater Ulm wurde schon 1641 vom Ulmer Stadtbaumeister Joseph Furttenbach erbaut. Das erste Stadttheater in Frankfurt am Main war das 1782 eröffnete Comoedienhaus. Das Theater in Freiberg (Sachs) von 1790 gilt als ältestes dauerhaft bespieltes Stadttheater weltweit.  Das Haus des Bremer Stadttheaters war 1792 von dem Prinzipal der Deutschen Wanderbühne als fester Spielort erbaut worden. Es wurde nach wechselnden Besitzern von einem lokalen Verein übernommen und seit 1824 Stadttheater genannt. Eine Förderung durch den Senat der Stadt kam damals nicht zustande.
Im 19. Jahrhundert wurden viele Theater im deutschen Sprachgebiet (wie auch das Stadttheater Zürich oder das Stadttheater Riga) als Aktiengesellschaft betrieben.
Eine andere Tradition kann das Stadttheater Hildburghausen aufweisen. Vermutlich 1721 als Ballhaus des dortigen Landesherrn und Mäzen Herzog Ernst Friedrich I. von Sachsen-Hildburghausen errichtet wurde es nur wenig später zum Theater umgebaut.  1765 ist sogar eine Schauspielschule dort eingerichtet worden und Hildburghausen gilt somit es als erste Schauspielschule Deutschlands. 1794 erfolgte die offizielle Begründung des Stadttheaters Hildburghausen, vor Jahrzehnten mit modernen Gebäudekörpern deutlich ergänzt.
In den kleinen Städten war das Stadttheater oft das einzige Theater in bürgerlicher Hand, im Unterschied zum fürstlichen Hoftheater. Ein „Stadttheater“ musste durchaus nicht immer das hauptsächliche oder das öffentlich geförderte Theater der Stadt sein. Es konnte sich um ein privatwirtschaftliches Theater unter vielen handeln wie beim Wiener Stadttheater.
Seit der Mitte des 19. Jahrhunderts wurden in den kleineren Städten viele Stadttheater von Bürgerinitiativen neu gegründet. Dies hat mit dem Aufstreben eines bürgerlichen Verständnisses von Kultur und Bildung zu tun und stellte sich einerseits gegen das Hoftheater und andererseits gegen die wirtschaftlich erfolgreiche Unterhaltungsindustrie. Der Versuch, ein Stadttheater Dortmund als Aktiengesellschaft in einem Zirkusgebäude einzurichten, scheiterte zum Beispiel mehrmals. Manche Stadttheater wie das Stadttheater Königsberg (1755), das Stadttheater Schaffhausen (1867) oder das Grillo-Theater in Essen (1892) gehen auch auf Einzelinitiativen vermögender Bürger zurück. Manche dieser Theater blieben, wie etwa in Schaffhausen, zur Hauptsache Gastspielbetriebe ohne eigenes Ensemble.
Am Ende des 19. Jahrhunderts vermehrten sich die Stadttheater stark. Das Architekturbüro Büro Fellner & Helmer in Wien (Österreich) hatte sich darauf spezialisiert und entwarf repräsentative Häuser für viele Städte Mittel- und Osteuropas.
Kulturauftrag und wirtschaftlicher Betrieb des Theaters ließen sich allerdings selten verbinden. Um etwa 1900 gingen viele der Aktiengesellschaften in den Besitz der öffentlichen Hand über. Das Stadttheater Bern (CH) z. B. wurde 1903 zwar noch von einer Aktiengesellschaft errichtet, aber wenig später an die Stadt Bern verkauft.
Ein nicht unbeträchtlicher Teil der heute noch bestehenden Stadttheater wurde erst in den Jahren vor dem Ersten Weltkrieg von den Städten selbst erbaut: so das Stadttheater Gießen (1907), das Stadttheater Klagenfurt (1908), das Stadttheater Freiburg (1910) oder das Stadttheater Bremerhaven (1911).
Die nächste Konjunktur setzte nach dem I. Weltkrieg ein. Errichtet wurden Stadttheater mit wechselvoller Nutzungsgeschichte, 1922 in Glauchau, in Idar-Oberstein 1928 oder Luckenwalde 1930. In Luckenwalde war zu Beginn ein Theater baulich geplant, die Ausführung geschah aber als Schulaula, welche sofort als Theater genutzt wurde und wenig später als Spielstätte eines festen Ensembles diente, nun seit 70 Jahren als Gastspieltheater fungiert. Ein weiteres Sonderbeispiel ist wiederum das heute wie ein Stadttheater ausgerichtete Brunnentheater in Helmstedt, erbaut 1927 am früheren Standort eines wesentlich älteren Vorgängerbaus.
Die jüngste Phase der Stadttheater wiederum dokumentiert sich mit mehreren Einrichtungen. In Lindau ein faktischer Neubau 1951 (ehemalige Klosterkirche, seit 1887 Theatersaal), wohl in der Bundesrepublik als eines der ersten Theater unter Denkmalschutz gestellt. In Lünen wurde 1956 das Heinz-Hilpert-Theater als Stadttheater eröffnet. In Herford soll das heutige 1961 eingeweihte Stadttheater (Vorgängereinrichtungen) durch einen kompletten Ersatzbau abgelöst werden. Lippstadt (1973) ist etwaig das letzte Beispiel eines neu gebauten Stadttheaters im deutschsprachigen Raum, ebenfalls aus einer Schulaula hervorgegangen.
Nachfolgend setzten sich dann aber ab den 1960er und 1970er Jahren andere Betitelungen bei Neubauten wie Stadthalle, Kulturzentrum, Congresscenter oder Bürgerhaus durch, mit multifunktionaleren Gebäudestrukturen. An den baulichen Charme der alten Stadttheater schließen diese neuen Gebäudeformate aber nicht mehr an.
Vielen der genannten Städte vereint bis heute die Mitgliedschaft im 1980 gegründeten Gastspielhaus – Fachverband InThega.